# Intermezzo (opera)
Az Intermezzo (Op. 72, TrV 246) Richard Strauss kétfelvonásos komikus operája, az opera szövegkönyvet maga a szerző írta, amelyet Bürgerliche Komödie mit sinfonischen Zwischenspielen (Polgári vígjáték szimfonikus közjátékokkal) néven írnak le. Ősbemutatója a drezdai Semperoperben volt, 1924. november 4-én, olyan díszletekkel, amelyek Strauss Garmisch-Partenkircheni otthonát reprodukálták. Magyarországon 1929. november 12-én adták elő a Magyar Állami Operaházban a Nürnbergi Hét ünnepségsorozat keretében a Nürnbergi Városi Színház vendégjátékának előadásában.

## A mű háttere
A történet fiktív módon ábrázolja magát Strausst (mint "Robert Storch") és feleségét, Pauline-t (mint "Christine"), és valós eseményeken alapult életükben. Pauline Strauss az első előadás előtt nem volt tisztában az opera témájával. Miután Lotte Lehmann gratulált Pauline-nak ehhez a „csodálatos ajándékhoz, amelyet a férjedtől kaptál”, Pauline válasza így hangzott: „Nem érdekel”. Az opera legünnepeltebb zenéje a jelenetek közötti zenekari közjáték.
Addig szokásos librettistája, Hugo von Hofmannsthal nem volt hajlandó dolgozni az operán, és azt javasolta, hogy Strauss maga írja meg a librettót, amit végül meg is tett, miután más írók elutasították. Emiatt a librettó nem versben, hanem prózában szól, sőt azt a dialektust utánozza, amelyet a cselédek a darabban használtak, szemben az igazgatók csiszoltabb németével.
Az opera címe a 18. században a komoly operák szüneteiben színpadra állított intermezzóra hivatott, amolyan mini-komic-operákra, amelyek témái általában a házassági zavarokról és egyéb könnyed vígjátékokról szólnak.

## Szereplők
| Szerep                            | Hangnem |
| --------------------------------- | ------- |
| Christine Storch                  | szoprán |
| Robert Storch, a férje, karmester | bariton |
| Anna, a szobalány                 | szoprán |
| Franzl, a nyolcéves fiúk          | beszéd  |
| Lummer báró                       | tenor   |
| A közjegyző                       | bariton |
| Az ő felesége                     | szoprán |
| Stroh, egy másik karmester        | tenor   |
| Kereskedelmi tanácsadó            | bariton |
| Jogi tanácsadó                    | bariton |
| Egy énekes                        | basszus |
| Fanny, Storch szakácsa            | beszéd  |
| Marie és Therese, szobalányok     | beszéd  |
| Resi, a fiatal lány               | szoprán |

## Az opera cselekménye
Helyszín: Bécs és Grundlsee az 1920-as évek telén
A zeneszerző, Storch karmesteri turnéra indul, felesége, Christine pedig segít neki csomagolni, vitatkozni és nyaggatni útközben. A magánytól enyhülést keresve szánkózni megy, és összeütközik egy síelővel, egy fiatal báróval, aki összebarátkozik vele. Együtt táncolnak egy bálon, és a nő megszervezi, hogy a közjegyzője házában szálljon meg. A barátság megromlik, amikor a báró anyagi segítséget kér Christine-től. Felbont egy levelet, állítólag a férjének, egy hölgytől, aki megbízást intéz. Azonnal táviratot küld Storchnak, és követeli, hogy örökre váljanak el. Sírva keres vigaszt fia hálószobájában, de a fiú megvédi apját.
Storch a távirat megérkezésekor a barátaival skatit játszik Bécsben, és összezavarodik a vádak előtt. Stroh, a karmester barát bevallja, hogy ismeri a hölgyet, és feltételezi, hogy az ő és Storch vezetéknevét összekeverték. Christine felkeresi a közjegyzőt, hogy válást kérjen, de ő nem hajlandó folytatni az ügyet. Bécsbe küldi a bárót, hogy bizonyítékokat gyűjtsön a hűtlenségre. Csomagol az induláshoz, és táviratot kap férjétől, hogy Stroh megmagyarázza a félreértést. Még Stroh látogatása után sem hajlandó elfogadni az igazságot. Storch hazatér, és vita alakul ki. A báró bizonyítékkal érkezik arra vonatkozóan, hogy inkább Stroh, mint Storch ismerte a hölgyet, Christine pedig elbocsátja őt, biztosítva, hogy férje feddhetetlen. Storch megbocsátja haragját, és ugratja a báróval való mulatság miatt. Férj és feleség kinyilvánítják a szerelmet.

## Hangszerelése
- Fafúvósok: 2 fuvola (1 pikoló), 2 oboa (1 angolkürt), 2 klarinét (basszusklarinét), 2 fagott
- Rézfúvósok: 3 kürt, 2 trombita, 2 harsona
- Ütőhangszerek: üstdobok, felfüggesztett cintányérok, ütköző cintányérok, pergődob, triangulum, nagydob, pár [szán] harang
- Billentyűs hangszerek: zongora, harmónium
- Vonós hangszerek: hárfa, 11 első hegedű, 9 másod hegedű, 5 brácsa, 5 gordonka, 3 nagybőgő

## Diszkográfia
Lucia Popp (Christine Storch), Dietrich Fischer-Dieskau (Robert Storch), Gabriele Fuchs (Anna), Adolf Dallapozza (Lummer báró), Bajor Rádió Szimfonikus Zenekara, vezényel: Wolfgang Sawallisch. EMI Classics 7 49337-2